# Rhioxyna unicornis
Rhioxyna unicornis is een hooiwagen uit de familie Gonyleptidae.